# موروموناب-سی‌دی ۳
موروموناب-سی‌دی ۳ (انگلیسی: Muromonab-CD3) با نام تجاری اورتوکلون OKT3 که توسط شرکت جانسون و جانسون عرضه می‌شود، یک داروی سرکوب‌کننده سیستم ایمنی است که جهت کاهش احتمال وازنش در پیوند عضو استفاده می‌شود. این پادتن مونوکلونال، گیرندهٔ CD3 را هدف قرار می‌دهد که یک پروتئین پوسته‌ای بر سطح لنفوسیت‌های تی است. این دارو نخستین پادتن مونوکلونالی بود که برای استفادهٔ بالینی در انسان موردِ تایید واقع شد. در واقع، سازمان غذا و داروی آمریکا این دارو را در سال ۱۹۸۵ میلادی مورد پذیرش قرار داد.

## موارد مصرف
موروموناب-سی‌دی ۳ برای وازنش حاد مقاوم به درمان گلوکوکورتیکوئید در پیوند آلوژنیک کلیه، قلب و کبد به‌کار می‌رود. برخلاف پادتن‌های مونوکلونال باسیلیکسومب و داکلیزومب، این دارو برای پیشگیری از وازنش به‌کار نمی‌رود، هرچند یک مطالعه در سال ۱۹۹۶ نشان داد که برای چنین کاربردی هم این دارو بی‌خطر است.
این دارو جهت استفاده در درمان «لوسمی حاد لنفاوی لنفوسیت تی» نیز مورد پژوهش و مطالعه قرار گرفته‌است.

## عوارض جانبی
به‌ویژه به‌هنگام نخستین تزریق، در اثر اتصال این دارو به گیرندهٔ CD3، سیتوکین‌هایی نظیر فاکتور نکروز توموری آلفا و اینترفرون گاما توسط لنفوسیت‌های تی ساخته و رها می‌شود و موجب بروز سندرم آزادسازی سیتوکین می‌گردد که علائمی همچون واکنش‌های پوستی، خستگی، تب، لرز، درد ماهیچه، سردرد، تهوع، اسهال دارد و ممکن است به عواقب خطرناکی همچون، توقف تنفس و ایست قلبی و ادم ریه ختم شود. به منظور جلوگیری از سندرم آزادسازی سیتوکین، پیش از تزریق موروموناب-سی‌دی ۳ از داروهایی نظیر گلوکوکورتیکوئیدها (مثلاً متیل پردنیزولون)، استامینوفن و دیفن‌هیدرامین استفاده می‌شود.
سایر عوارض جانبی دیگر شامل لکوپنی، افزایش احتمال بروز عفونت‌های شدید و برخی سرطان‌هاست که عموماً با هر نوع داروی سرکوب‌کننده سیستم ایمنی محتمل است. عوارض مغزی-عصبی همچون مننژیت غیر چرکی (آسپتیک) و انسفالوپاتی هم مشاهده شده‌است که گمان می‌رود در اثر فعال‌شدن لنفوسیت‌های تی باشد.
در اثر تجویز مکرر دارو، احتمال تاکی‌فیلاکسی (کاهش اثر دارو) به سبب تشکیل پادتن‌های ضدموش در بدن بیمار وجود دارد که روند دفع دارو از بدن را تسریع می کندو. این موضوع همچنین ممکن است موجب واکنش شدید حساسیتی به دارو گردد که علتش حساسیت به پروتئین موش است و افتراق آن از سندرم آزادسازی سیتوکین دشوار است.

## موارد منع مصرف
مصرف این دارو در کسانی که به پروتئین‌های موش حساسیت دارند و همچنین در کسانی که دچار نارسایی قلب درمان‌نشده، فشار خون بالا و صرع هستند، ممنوع است. این دارو نباید در دوران بارداری و شیردهی مصرف شود.